# Fujitsu Siemens Computers
Fujitsu Siemens Computers è stata una joint venture di Fujitsu e Siemens, costituita il 1º ottobre 1999 e specializzata nella produzione e vendita di personal computer e sistemi informatici nell'area EMEA (solo Fujitsu fuori di quest'ultima). Nel 2009 la parte di società posseduta da Siemens è stata acquisita da Fujitsu e dal 1º aprile è diventata Fujitsu Technology Solutions.

## Storia
Fujitsu prende origine a metà degli anni '80 dalla fusione della divisione di PC di Nokia e dalla svedese Ericsson. Nel 1991 Nokia Data è stata venduta alla British International Computers Limited (ICL).Più tardi ICL è stata assorbita da Fujitsu in origine la divisione dati di Fuji Electric il cui nome deriva dai suoi fondatori "Fu" da Furukawa Electric zaibatsu, e "Ji" da jiimensu che, per ironia della sorte, è la traslitterazione giapponese di Siemens.
La linea di computer desktop compatti MikroMikko, che per il commercio internazionale furono rinominati ErgoPro, continuarono ad essere prodotti presso gli stabilimenti Kilo in Espoo, Finlandia. Anche le componenti, tra cui schede madri e schede ethernet di rete sono stati fabbricati in loco, fino a quando la produzione fu trasferita a Taiwan.
La metà tedesca della joint venture era Siemens Nixdorf, risultato della precedente fusione del 1990 tra Nixdorf Computer e Siemens. Dal luglio 2004 al novembre 2008 Bernd Bischoff è stato Presidente e CEO di Fujitsu Siemens Computers, sostituito da Kai Flore.
Nel 2003, la società ha vinto il Premio "Wharton Infosys Business Transformation Award" per il loro uso delle tecnologie dell'informazione in un'ottica di trasformazione dell'industria.
Il 4 novembre 2008 è stato annunciato che Fujitsu avrebbe acquistato la quota di Siemens nella joint venture per circa 450.000.000€, con effetto dal 1 ° aprile 2009. Fujitsu Siemens è quindi stato l'ultimo grande produttore europeo di computer.
Fujitsu Siemens possedeva stabilimenti nelle seguenti località:
- Augusta, Germania
- Monaco di Baviera, Germania
- Paderborn, Germania
- Sömmerda, Germania
- Sunnyvale, California, Stati Uniti

## Gestione

### Kai Flore
Ex Presidente e Amministratore Delegato. Kai Flore è stato nominato CEO e Presidente di Fujitsu Siemens Computers il 3 novembre 2008. La sua carriera ha inizio alla Siemens AG nel 1982 ed è stato con Fujitsu Siemens Computers fin dalla sua fondazione. Nel 2000, Flore è diventato Chief Information Officer, ma ha anche ricoperto la carica di Chief Financial Officer dal 2003 e quella di Chief Strategy Officer dal 2007. Il 24 giugno 2010 è stato annunciato che Flore lascia la società ormai Fujitsu Technology Solutions.

## Prodotti

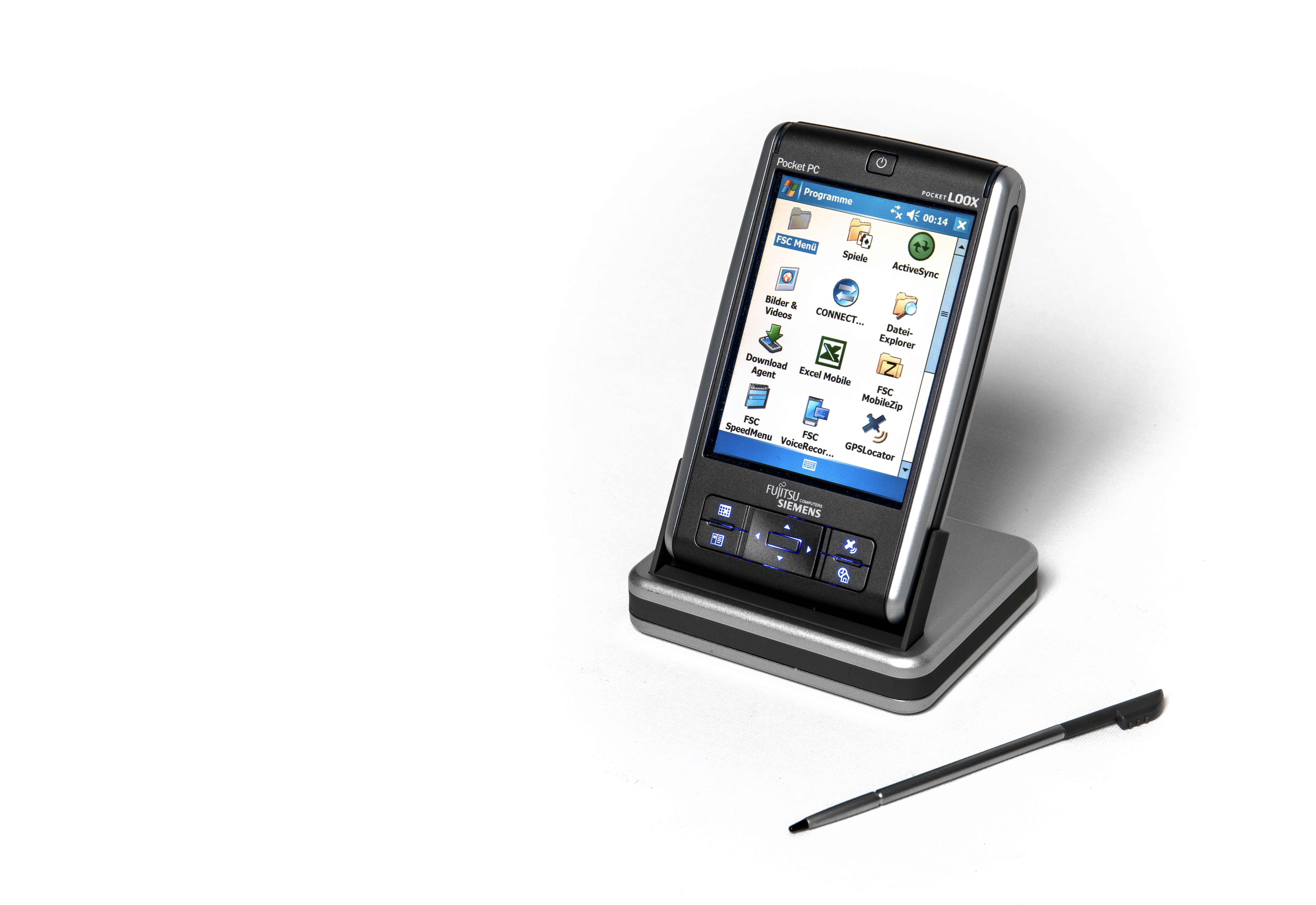
Pocket LOOX

Fujitsu Siemens Computers ha sempre posto particolare attenzione nei confronti del green IT, attraverso marchi come Energy Star e Nordic Swan.
- Personal Computer
  - AMILO Desktop
  - SCALEO
  - SCENIC
  - ESPRIMO
- Workstation
  - CELSIUS
- Notebooks
  - AMILO Notebook
  - ESPRIMO MOBILE
  - LIFEBOOK
  - CELSIUS H
- Tablet PC
  - LIFEBOOK (-P, -T)
  - STYLISTIC
- PDA
  - Pocket LOOX
- Thin-Clients
  - FUTRO
- Server
  - PRIMERGY (x86)
  - PRIMEQUEST
  - PRIMEPOWER (SPARC)
- Mainframe
  - BS2000
- Display:
  - monitor per computer:
    - AMILO Display
    - SCALEOVIEW
    - SCENICVIEW

  - televisori (LCD e plasma):
    - MYRICA